# Horst Haecks
Horst Haecks (* 12. August 1936 in Hamburg; † 21. Juli 2010 ebenda) war ein deutscher Fußballspieler, der von 1957 bis 1963 in der damals erstklassigen Oberliga Nord bzw. anschließend bis 1966 in der zweitklassigen Regionalliga Nord für den FC St. Pauli spielte.

## Karriere

### Als Jugendlicher
Horst Haecks begann seine Vereinslaufbahn als Jugendlicher beim Eisenbahner TSV Altona, dem HEBC und von 1955 bis 1957 beim Eimsbütteler SV, bei dem er in die erste Mannschaft aufrückte, die in der Verbandsliga Hamburg (Germania-Staffel) spielte, damals die dritthöchste deutsche Liga. Dort fiel der torgefährliche Halblinke dem Oberligisten FC St. Pauli auf, der ihn kurz vor dessen Volljährigkeit ans Heiligengeistfeld holte.

### In der Oberliga
Haecks wurde von Trainer Heinz Hempel vorsichtig in die Ligamannschaft eingebaut, bei der sich gerade ein Generationswechsel vollzog; von der „Wundermannschaft“ der unmittelbaren Nachkriegsjahre stand nur noch Kapitän Harald Stender auf dem Rasen. Seinen Durchbruch erzielte Haecks 1959, der nun auch auf diesem Niveau die gegnerischen Abwehrreihen das Fürchten lehrte – insbesondere zusammen mit dem eher zurückgezogen agierenden Ingo Porges und Stoßstürmer Peter „Oschi“ Osterhoff (ab 1958), was den Angriff der Braun-Weißen schwer ausrechenbar machte. In der Saison 1960/61 tauchte Horst Haecks erstmals weit oben in der Ligatorjägerliste auf, wurde Zehnter mit 15 Treffern (und Osterhoff sogar Zweiter mit 20 „Buden“). Zu einer Teilnahme an der deutschen Meisterschaftsendrunde langte es für das Sturmduo bis 1963 allerdings nicht: St. Pauli beendete die Saison viermal nacheinander als Tabellenvierter, und in der letzten Spielzeit vor Einführung der Bundesliga wurden die „Kiezkicker“ Sechster. Haecks allerdings stand mit 18 Toren 1962/63 sogar auf dem sechsten Platz unter den norddeutschen Sturmassen. Das war am Ende aber nicht genug für die Aufnahme des Klubs in die neue deutsche Eliteliga.

### In der Regionalliga
1963/64 war das womöglich beste Jahr des Horst Haecks, der mit Guy Acolatse – den hatte der Hempel-Nachfolger Otto Westphal aus Togo mitgebracht – einen weiteren guten Stürmer an seiner Seite wusste: Haecks' in 34 Punktspielen erzielten 36 Tore brachten ihm die Torjägerkrone nicht nur im Norden, sondern aller fünf Regionalligen – und dem FC St. Pauli als Meister die Teilnahme an der Aufstiegsrunde zur Bundesliga. Weil das alte Stadion an der Glacischaussee einer Baumaßnahme weichen musste und das neue Millerntor-Stadion noch nicht fertiggestellt war, wich St. Pauli ins auch damals schon ungeliebte Volksparkstadion aus und konnte dort lediglich gegen Tasmania 1900 Berlin gewinnen, während gegen den FC Bayern München und den Aufsteiger Borussia Neunkirchen nicht mal ein eigener Treffer gelang. Haecks bestritt alle sechs Begegnungen und erzielte beim 3:3 in Berlin ein Tor, aber die Mannschaft beendete die Gruppe 2 als Schlusslicht.
1964/65 wurde St. Pauli Nord-Zweiter hinter Holstein Kiel und musste sich für die Aufstiegsrunde gegen den Süd-Zweiten SSV Reutlingen 05 qualifizieren; Haecks hatte 22 Tore geschossen. Nach einem 1:0-Sieg im Hinspiel und einer frühen 1:0-Führung eine Woche später bei den Schwaben (Torschütze: Haecks in der 1. Minute) schien diese Hürde bereits überwunden; am Ende allerdings gewann Reutlingen nach Verlängerung mit 4:1 und die Millerntor-Elf musste ihre Aufstiegshoffnungen um ein Jahr verschieben.
1965/66 trug Horst Haecks als erneuter norddeutscher Torschützenkönig (26 Treffer) wiederum maßgeblich zum ersten Platz seines Vereins bei. In der Aufstiegsrunde konnte er die ersten drei Begegnungen der Gruppe 2 aus Verletzungsgründen nicht bestreiten; in der Rückrunde war er wieder dabei, traf auch einmal (gegen den 1. FC Schweinfurt 05) und war am Ende, wie alle Paulianer, doch am Boden: trotz zweier Siege in den direkten Begegnungen gegen die Essener Rot-Weissen hatten diese bei Punktgleichheit das bessere Torverhältnis und stiegen auf.
So nah war Haecks der Bundesliga nie wieder; denn in der Hinserie der Regionalligasaison 1966/67 verletzte er sich so schwer, dass er seine Laufbahn von einem auf den anderen Tag beenden musste. Er brachte es auf insgesamt 158 Oberliga- und 95 Regionalligaeinsätze, erzielte darin 74 bzw. 84 Treffer; hinzu kamen elf Aufstiegsspiele zur Bundesliga mit weiteren drei Toren sowie zwei Spiele mit der Norddeutschen (NFV-)Auswahl. Nach dem Zweiten Weltkrieg hat bis heute (2010) nur Peter Osterhoff mehr Ligatreffer für den Verein vom Millerntor erzielt.

## Leben nach dem Leistungssport
Horst Haecks, der zum Zeitpunkt seiner Verletzung erst 30 Jahre alt war, laborierte lange an dieser Verletzung, versuchte zunächst noch bei einer unteren Mannschaft des FC St. Pauli (bis 1968?), dann zwei Jahre bei der Altonaer SpVgg, im Amateurbereich wieder Fuß zu fassen. Das gelang ihm ab 1970 tatsächlich noch einmal beim SV St. Georg, für den er wieder regelmäßig spielte. 1973 folgte als letzte Station Güldenstern Stade.
Inzwischen Rentner, lebte Horst Haecks im Hamburger Nordosten und besuchte noch regelmäßig Spiele des TSV Sasel. Auf den FC St. Pauli, für den er neun Jahre lang mit großem Engagement und zählbarem Erfolg gespielt hat, war er zwischenzeitlich nicht mehr so gut zu sprechen, weil sich seitens des Vereins nach der Verletzung kaum jemand um ihn gekümmert habe; auch eine Einladung oder eine Ehrenkarte habe er nie bekommen. Allerdings feierte er mit ehemaligen Mitspielern am 15. Mai 2010 den 100. Vereinsgeburtstag des FC St. Pauli. Er erkrankte kurz darauf schwer und verstarb nur knapp zwei Monate später.